# Josué Hofer (1805-1876)
Pour les articles homonymes, voir Hofer.
Josué Hofer est un homme politique français né le 1er août 1805 à Ribeauvillé (Haut-Rhin) et mort le 7 juin 1876 à Mulhouse (Haut-Rhin).

## Biographie
Manufacturier, il est député du Haut-Rhin en 1849, siégeant au groupe d'extrême-gauche de la Montagne. Impliqué dans la journée du 13 juin 1849, il est déchu de son mandat.

## Sources
« Josué Hofer (1805-1876) », dans Adolphe Robert et Gaston Cougny, Dictionnaire des parlementaires français, Edgar Bourloton, 1889-1891 [détail de l’édition]